# Out of Jimmy's Head
Out of Jimmy's Head é o primeiro seriado animado e em live-action estadunidense do Cartoon Network. Baseado no filme animado e em live-action Re-animado. O seriado foi lançado no Cartoon Network no dia 14 de setembro de 2007, coincidindo com o lançamento de Re-Animado em DVD nos EUA.

## Elenco
- Dominic Janes...................Jimmy Roberts
- Jon Kent Ethridge...............Craig Wheeler
- Tinashe Kachingwe.............Robin Wheeler
- Matt Knudsen....................Sonny Appleday
- Rachel Quaintance.............Mãe de Jimmy
- Bill Dwyer..........................Pai de Jimmy
- Rhea Lando.......................Yancy Roberts